# Comuna Sărulești, Buzău
Sărulești este o comună în județul Buzău, Muntenia, România, formată din satele Cărătnău de Jos, Cărătnău de Sus, Goicelu, Sările-Cătun, Sărulești (reședința), Valea Largă-Sărulești și Valea Stânei.

## Așezare
Comuna se află în nordul județului, în valea râului Peceneaga, afluent al Slănicului. Ea este străbătută de șoseaua județeană DJ204C, care o leagă spre nord de Bisoca și spre sud de Vintilă Vodă.

## Demografie
Componența etnică a comunei Sărulești
     Români (89,14%)
     Alte etnii (0%)
     Necunoscută (10,86%)
Componența confesională a comunei Sărulești
     Ortodocși (88,2%)
     Alte religii (0,84%)
     Necunoscută (10,96%)
Conform recensământului efectuat în 2021, populația comunei Sărulești se ridică la 1.068 de locuitori, în scădere față de recensământul anterior din 2011, când fuseseră înregistrați 1.346 de locuitori. Majoritatea locuitorilor sunt români (89,14%), iar pentru 10,86% nu se cunoaște apartenența etnică. Din punct de vedere confesional, majoritatea locuitorilor sunt ortodocși (88,2%), iar pentru 10,96% nu se cunoaște apartenența confesională.

## Politică și administrație
Comuna Sărulești este administrată de un primar și un consiliu local compus din 9 consilieri. Primarul, Nicolae Dinu[*], de la Partidul Social Democrat, este în funcție din 2012. Începând cu alegerile locale din 2024, consiliul local are următoarea componență pe partide politice:
|  | Partid                     | Consilieri | Componența Consiliului | Componența Consiliului | Componența Consiliului | Componența Consiliului | Componența Consiliului | Componența Consiliului | Componența Consiliului |
|  | -------------------------- | ---------- | ---------------------- | ---------------------- | ---------------------- | ---------------------- | ---------------------- | ---------------------- | ---------------------- |
|  | Partidul Social Democrat   | 7          |                        |                        |                        |                        |                        |                        |                        |
|  | Partidul Național Liberal  | 1          |                        |                        |                        |                        |                        |                        |                        |
|  | Partidul Mișcarea Populară | 1          |                        |                        |                        |                        |                        |                        |                        |

## Istorie
La sfârșitul secolului al XIX-lea, comuna Sărulești făcea parte din plaiul Slănic al județului Buzău și cuprindea cătunele Apostari, Cărătnău, Goicelu, Sărulești, Țurloești, Valea Largă și Valea Stânei, având în total 1120 de locuitori. În comună funcționau o biserică la Goicelu și o școală mixtă. În 1925, comuna este atestată în Anuarul Socec în aceeași plasă Slănic, cu 1619 locuitori și reședința în satul Țurloești. În 1931, a fost transferată județului Râmnicu Sărat și comasată cu comuna Valea Salciei, având în compunere satele Cărătnău de Jos, Goicenlu, Modreni, Sărulești, Turloești, Valea Largă-Sărulești, Valea Salciei (devenit reședință) și Valea Stânei. Comuna Valea Salciei s-a separat ulterior din nou.
În 1950, comuna Sărulești a fost subordonată raionului Râmnicu Sărat al regiunii Buzău, apoi (după 1952) al regiunii Ploiești. În 1968, comuna a fost rearondată județului Buzău, reînființat, cu această ocazie satul Țurloești fiind desființat și inclus în satul Sărulești, reședința comunei.

## Monumente istorice
Două obiective din comuna Sărulești au fost incluse în lista monumentelor istorice din județul Buzău ca monumente de interes local, ambele ca monumente de arhitectură. Ele sunt casa Maria Bratosin și casa Alexandrina Murgoci, ambele datând din 1910 și aflându-se în satul Sărulești.